# 小球露齿螺
小球露齿螺（学名：Ringicula pilula）为露齿螺科露齿螺属的动物。分布于日本以及中国大陆的东海海域等地，属于暖水性种类。其主要生活于潮下带水深86m 细砂质底。